# Demetrius Andrade
Demetrius Andrade est un boxeur américain né le 26 février 1988 à Providence, Rhode Island.

## Carrière
Passé professionnel en 2008, il remporte le titre vacant de champion du monde des poids super-welters WBO le 9 novembre 2013 après sa victoire aux points contre Vanes Martirosyan. Andrade conserve son titre le 14 juin 2014 en disposant de Brian Rose par arrêt de l'arbitre à la 7e reprise puis en est dépossédé le 31 juillet 2015 pour ne pas l'avoir remis en jeu dans le délai ordonné par la WBO.
Le 20 octobre 2018, à l'issue d'un combat l'opposant au namibien Walter Kautondokwa qu'il remporte sur décision unanime, Demetrius Andrade devient le nouveau champion WBO des poids moyens, titre abandonné quelques jours plus tôt par le britannique Billy Joe Saunders à la suite d'un test antidopage positif. Il bat ensuite Artur Akavov par arrêt de l'arbitre au 12e round le 18 janvier 2019 ; Maciej Sulecki aux points le 29 juin 2019 puis Luke Keeler par arrêt de l'arbitre au 9e round le 30 janvier 2020 et Liam Williams le 17 avril 2021 aux points.
Andrade poursuit sa série de victoires en battant par arrêt de l’arbitre au 2e round Jason Quigley le 19 novembre 2021 puis laisse son titre vacant le 26 août 2022 pour continuer sa carrière en super-moyens.